# サウザンドアームズ
『サウザンドアームズ』は1998年12月17日にアトラスから発売されたプレイステーション専用ロールプレイングゲーム。

## 概要
「精霊」と「機械」が共に存在する世界を舞台に据えている。精霊鍛冶師（マイスター）の少年が武器を鍛造しながら世界を脅かす黒い軍団（ダークサイド）に挑む冒険活劇。コマーシャルでのキャッチコピーは「恋するRPG」。武器を強化するには女性キャラクターの協力によって付与される「精霊」の加護が必須であり、共に外出（デート）し好感度を上げ親密になる必要に迫られ恋愛シミュレーションゲームの側面をはらんでいる。多くの女性キャラクターも登場するが、エンディングの条件を左右するシステムではなくあくまでも恋愛ゲームの要素を取り込んだRPGである。
企画・原案を幡池裕行が務めた。エグゼクティブプロデューサーは広井王子が務め、主題歌に歌手としての成功を収めはじめた浜崎あゆみを起用している。
取扱説明書にはファンディスクの発売が告知されていた。諸般の事情で中止になっている。

## システム
戦闘は一列に分断されて後衛は戦闘には参加しているが、補助に留まり前衛一人のみが通常攻撃にうつれる。戦闘時は3Dのフィールド上に2Dキャラクターのアニメーションが採用されている。また、プレイヤーへのよろしく度をあげることで武器を鍛えることができる。

## 登場キャラクター

### プレイヤーキャラクター
- マイス・トライアンフ（山口勝平）

主人公。トラッドガルド国で暮らしていた明るく活発な少年。精霊鍛冶師(マイスター)の血を受け継ぐ、地方貴族の跡取り息子。16歳。
- ソディナ・ドーンフリード（川上とも子）

マイスが旅の途中で知り合うメインヒロイン。15歳。精霊の声を聞くことができる。
- ムーザ・グリフォード（松本保典）
- ウィナ・グラップル（岡本麻弥）
- ソウシ・マホロバ（三木眞一郎）
- カイリーン・ネルフェ（渡辺久美子）
- ネルシャ・スタイラス（横山智佐）

### ノンプレイヤーキャラクター
- マリオン（小桜エツ子）
- パルマ・エスターテ（川澄綾子）
- キョウカ・マホロバ（飯塚雅弓）
- ミル・ウインド（白鳥由里）
- メータリア（富沢美智恵）
- シュミット（森川智之）
- バンディガー（岩永哲哉）
- ジャービル・ドーンフリード（関俊彦）
- ラバンティス（小杉十郎太）
- ボルト（玄田哲章）
- ワイヤー（大塚明夫）
- ラチェット（かないみか）
- ベアール（関智一）
- シャフト（池田秀一）
- ジェラ（天野由梨）
- メデウス（田中信夫）

## 主題歌
- オープニングテーマ「Depend on you」（浜崎あゆみ）
- エンディングテーマ「Two of us」（浜崎あゆみ）

## スタッフ
- 草河遊也（キャラクターデザイン）
- 伊東岳彦（キャラクターデザイン）
- 神志那弘志（演出）
- ことぶきつかさ（主人公側のキャラクターデザイン原案）
- 武上純希（脚本）
- 広井王子（エグゼクティブプロデューサー）
- 幡池裕行（総監督）

## 関連商品

### CD
サウザンドアームス オリジナル・サウンドトラック（ゲームミュージック）
レーベル:キングレコード

### 書籍
サウザンドアームズのすべて（攻略本）
発行：アトラス ISBN 978-47-57203457（初版）/ISBN 978-47-57702486（第2版）
サウザンドアームズ スターティングガイド（攻略本）
発行：ソフトバンククリエイティブ ISBN 978-47-97308150
サウザンドアームズ公式設定資料集（資料集）
発行：ソフトバンククリエイティブ ISBN 978-47-97307627
サウザンドアームズ（小説）
発行：富士見書房 ISBN 978-48-29113233
サウザンドアームズ 4コマギャグバトル（漫画）
発行：光文社 ISBN 978-43-34804510
サウザンドアームズ コミックアンソロジー（漫画）
発行：光文社 ISBN 978-4334804572